# Johann Hinrich Röding
Johann Hinrich Röding (* 1. Mai 1763 in Buxtehude; † 22. April 1815 in Hamburg) war ein deutscher Kaufmann und Lexikograph.

## Leben
Röding war ein Sohn von Pastor Hinrich Lucas Röding und Anna Margaretha, geb. Martens. Nach seiner Schulausbildung in Buxtehude erhielt er in Hamburg eine kaufmännische Ausbildung und eröffnete schließlich ein eigenes kleines Ladengeschäft für Tee in der Nähe des Hamburger Hafens, das er allein betrieb. In direktem Kontakt mit Seeleuten aus aller Welt arbeitete Röding trotz seiner bescheidenen Lebensverhältnisse jahrelang an einem maritimen Lexikon. Sein Allgemeines Wörterbuch der Marine in allen europäischen Seesprachen nebst vollständigen Erklärungen erschien 1793 bis 1798 im Verlag der Buchhandlung von Philipp Andreas Nemnich. Das in Lieferungen erscheinende Werk umfasste nach Abschluss drei Textbände und einen Tafelband mit insgesamt knapp 2000 Seiten.
Der erste Band enthält neben Vorwort, Subskribentenliste und einer mehr als 250 Seiten umfassenden Bibliographie seefahrtsbezogener Literatur von 1484 bis 1793 mit Autoren- und Sachregister die Stichwörter A–K, Band 2 die Stichwörter L–Z. Band 3 erfüllt mit Indices aller Stichwörter in den Sprachen Holländisch, Dänisch, Schwedisch, Englisch, Französisch, Italienisch, Spanisch und Portugiesisch die Funktion eines mehrsprachigen Seefahrtwörterbuchs; eine geplante Ergänzung in Russisch, die durch Zarin Katharina die Große gefördert werden sollte, kam wahrscheinlich aufgrund des Todes der Herrscherin nicht mehr zustande. Band 4 enthält mehr als 800 Abbildungen auf 115 Kupfertafeln.
Von einer geplanten umfassenden und stark erweiterten Neubearbeitung erschien im Todesjahr Rödings nur noch das spanisch-englische Wörterbuch.
Rödings Werk war das erste umfassende maritime Lexikon im deutschen Sprachraum. Die teils sehr ausführlichen Erläuterungen zum Bau, zur Takelung, Navigation und Schiffsführung von Segelschiffen sind bis heute von historischem Wert. Den maritimen Wortschatz des „Allgemeinen Wörterbuchs“ verwerteten unter anderem die Brüder Grimm für ihr Deutsches Wörterbuch.
Röding war auch als begabter Miniaturmaler und Klavierspieler bekannt. Mit seiner Frau Ilsa Maria Röding, geb. Wagner (1779–1857), hatte er neun Kinder. Der Rödingweg in Buxtehude wurde nach ihm benannt.
Johann Hinrich Röding wird gelegentlich mit dem Hamburger Schriftsteller und Lehrer Johann Heinrich Röding verwechselt.

## Werk
- Allgemeines Wörterbuch der Marine in allen europäischen Seesprachen nebst vollständigen Erklärungen. Nemnich, Hamburg (gedruckt von Conrad Müller)
  - Band 1, 1793 (enthält Vorrede, Subskribentenliste, „Allgemeine Literatur der Marine“, Wörterbuch A–K (ab Seite 170)); Digitalisat
  - Band 2, 1796 (enthält Wörterbuch L–Z); Digitalisat; weiteres Digitalisat in Lieferungen (4–7) mit eigenen Vorreden
  - Band 3, 1798 (enthält Indices in acht Sprachen sowie Nachträge); Digitalisat
  - Band 4, 1798 (enthält Abbildungen auf Kupfertafeln); Digitalisat
    - Gesamtdigitalisat beim MDZ
      - Reprint des Tafelbands: Zentralantiquariat der DDR, Leipzig 1987, ISBN 978-3-7463-0042-9; Lizenzausgabe Kabel, Hamburg 1987, ISBN 978-3-8225-0074-3 (mit einem Nachwort von Lothar Eich)

  - Reprint: Hansebooks, Norderstedt 2017, ISBN 978-3-7446-7253-5 (Book-on-Demand)
- The Universal Marine Dictionary Spanish and English. Containing all the Spanish technical terms and phrases... Nemnich, Hamburg; Boosey, London; Constable, Edinburgh, 1815